# Robbie Buchanan (voetballer)
Robbie Buchanan (23 februari 1996) is een Schots voetballer die als aanvaller uitkomt voor Heart of Midlothian FC.

## Carrière
Buchanan debuteerde op 20 augustus 2014 voor Hearts FC in de uitwedstrijd in de Scottish League Challenge Cup tegen Livingston FC. De wedstrijd werd met 4-1 verloren. Zijn competitiedebuut was op 26 november, uit tegen Hibernian FC. Deze wedstrijd eindigde in 1:1.